# Муїла
Муїла (фр. Mouila) — місто в Габоні, адміністративний центр провінції Нгуні та департаменту Дмучі-Онуа. Розташоване біля річки Нгуні та автодороги N1.

## Населення та економіка
Населення міста — 20 000 чоловік. Головною його пам'яткою є озеро Lac Bleu, яке славиться своєю яскраво-блакитною водою. Муїла займає порівняно велику площу і має кілька ринків та торгових центрів. У місті працює таксі.
У Муїлі мешкають представники різних етнічних груп. Місто є великим торговим і туристичним центром. Звідси таксі розвозять туристів у міста Нденде, Чибанга, Ламбарене, Лібревіль та Лебамба.

## Клімат
Місто знаходиться у зоні, котра характеризується кліматом тропічних саван. Найтепліший місяць — квітень із середньою температурою 27.8 °C (82 °F). Найхолодніший місяць — липень, із середньою температурою 23.9 °С (75 °F).
| Клімат Муїли            | Клімат Муїли | Клімат Муїли | Клімат Муїли | Клімат Муїли | Клімат Муїли | Клімат Муїли | Клімат Муїли | Клімат Муїли | Клімат Муїли | Клімат Муїли | Клімат Муїли | Клімат Муїли | Клімат Муїли |
| Показник                | Січ.         | Лют.         | Бер.         | Квіт.        | Трав.        | Черв.        | Лип.         | Серп.        | Вер.         | Жовт.        | Лист.        | Груд.        | Рік          |
| Абсолютний максимум, °C | 35           | 37           | 36           | 36           | 34           | 33           | 32           | 32           | 35           | 35           | 38           | 35           | 38           |
| Середній максимум, °C   | 31           | 32           | 32           | 32           | 31           | 28           | 28           | 28           | 30           | 31           | 31           | 31           | 31           |
| Середня температура, °C | 26           | 27           | 27           | 27           | 26           | 24           | 23           | 24           | 25           | 26           | 26           | 26           | 26           |
| Середній мінімум, °C    | 22           | 22           | 22           | 22           | 22           | 21           | 19           | 20           | 21           | 22           | 22           | 22           | 21           |
| Абсолютний мінімум, °C  | 17           | 20           | 19           | 20           | 20           | 16           | 13           | 12           | 15           | 18           | 19           | 20           | 12           |
| Норма опадів, мм        | 220          | 220          | 250          | 230          | 170          | 20           | 0            | 0            | 40           | 390          | 390          | 270          | 2250         |
| Вологість повітря, %    | 83           | 82           | 82           | 83           | 84           | 83           | 81           | 79           | 79           | 81           | 84           | 84           | 82           |
| ----------------------- | ------------ | ------------ | ------------ | ------------ | ------------ | ------------ | ------------ | ------------ | ------------ | ------------ | ------------ | ------------ | ------------ |
| Джерело: Weatherbase    |              |              |              |              |              |              |              |              |              |              |              |              |              |